# Машинский, Леонид Александрович
Леонид Александрович Машинский (род. 6 февраля 1963, Москва) — российский поэт, писатель, актёр, сценарист, кинопродюсер и кинорежиссёр

## Биография
Леонид учился в школе с математическим уклоном, затем окончил очное отделение лесного факультета Московского государственного лесотехнического института (МГУЛ) (кафедра «Экология и защита леса») в 1985 году. Работал во многих сферах деятельности, в том числе как переговорщик фильмов. Был спонсором кинофестиваля «Стык» с 2000 по 2003 гг.
В настоящее время в основном проживает в селе Белогорье Воронежской области.

## Творчество
Печатался в журналах «Знамя» и «Нева». В интернете известен как «Спящий Поэт».
Леонид Машинский снимался в кинокартинах Светланы Басковой «Голова» и «Моцарт». Поставил кинофильмы «Страна мухоморов» (совместно с Владимиром Зубковым, бывшим продюсером кинолент Светланы Басковой) и «Забор».

### Фильмография
| Год  | Фильм            | Режиссёр | Продюсер | Сценарист | Примечания              |
| ---- | ---------------- | -------- | -------- | --------- | ----------------------- |
| 2003 | Голова           | Нет      | Нет      | Нет       | Актёр (продавец смерти) |
| 2006 | Моцарт           | Нет      | Нет      | Нет       | Актёр                   |
| 2009 | Страна мухоморов | Да       | Да       | Да        | Актёр (Герой)           |
| 2018 | Забор            | Да       | Да       | Да        | Актёр (Абраксас)        |